# Eurycletodes petiti
Eurycletodes petiti är en kräftdjursart som beskrevs av Soyer 1964. Eurycletodes petiti ingår i släktet Eurycletodes och familjen Argestidae. Inga underarter finns listade i Catalogue of Life.